# Пак Сон Гван
Пак Сон Гван (кор. 박선관 16 січня 1991) — південнокорейський плавець.
Учасник Олімпійських Ігор 2012 року.
Призер Азійських ігор Азійські ігри 2009 року.